# Tetrapocillon
Tetrapocillon is een geslacht van sponsdieren uit de klasse van de Demospongiae (gewone sponzen).

## Soorten
- Tetrapocillon atlanticus van Soest, 1988
- Tetrapocillon kurushimensis Tanita, 1961
- Tetrapocillon minor Pulitzer-Finali, 1993
- Tetrapocillon novaezealandiae Brøndsted, 1924
- Tetrapocillon patbergquistae Fromont, Alvarez, Gomez & Roberts, 2011